# Germainia tenax
Germainia tenax är en gräsart som först beskrevs av Benedict Balansa, och fick sitt nu gällande namn av Chai-anan. Germainia tenax ingår i släktet Germainia och familjen gräs. Inga underarter finns listade i Catalogue of Life.